# Ben Ainslie Racing

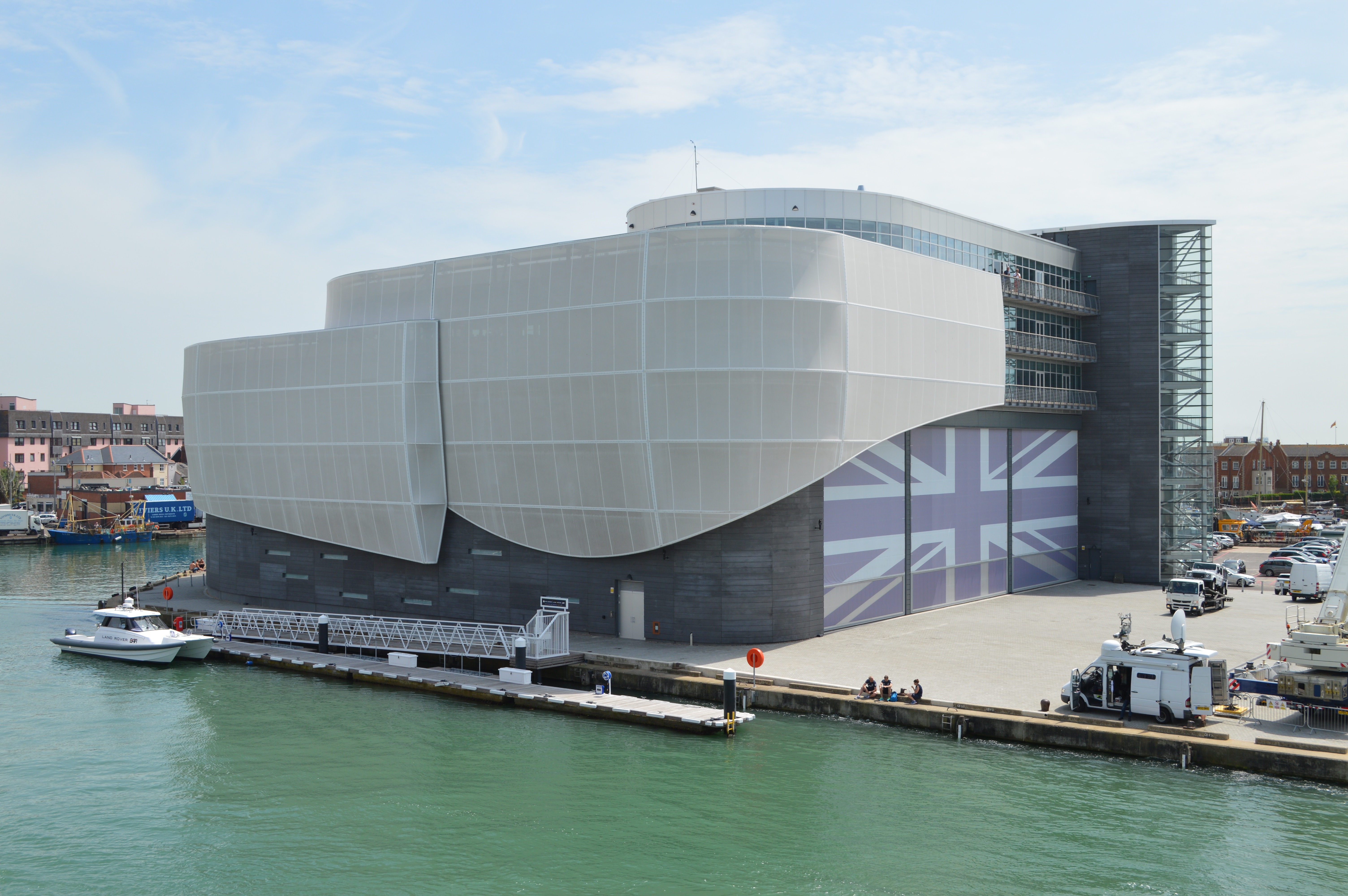
Sede del equipo en Portsmouth.

Ben Ainslie Racing (BAR), denominado desde 2025 Athena Racing, es un equipo de vela del Real Escuadrón de Yates formado para disputar la Copa América, aunque también participa en otras competiciones como las Extreme Sailing Series con barcos de la clase GC32. El impulsor del equipo es Sir Ben Ainslie. 
Todos los barcos de Sir Ben Ainslie se han denominado "Rita" por un regalo que su madre le trajo cuando era pequeño de la Iglesia de Santa Rita de Casia de Puerto de la Cruz. Los yates de la clase AC75 de su equipo se denominan "Britannia", que también incluyen la palabra RITA (B-RITA-NNIA).

## Historia
Fue creado en enero de 2012 con el nombre comercial de J.P. Morgan BAR, debido al patrocinio de JP Morgan, y compitió en las America's Cup World Series, unas regatas de la clase AC45 que sirvieron de entrenamiento antes de la Copa América de 2013. Navegaba bajo la grímpola del Real Club de Yates de Cornwall.
El 10 de junio de 2014, el Real Escuadrón de Yates anunció que presentaba un desafío en la Copa América de 2017 y que su equipo sería el BAR. Durante 2015 y 2016, el BAR volvió a participar en las America's Cup World Series de la clase AC45, proclamándose campeón de las mismas, y, por lo tanto, accediendo a las Challenger Qualifiers de 2017 con dos puntos de premio. Utilizó la denominación comercial de Land Rover BAR, debido al patrocinio de Land Rover, hasta 2018, cuando cambió a INEOS Team UK primero, y a INEOS Britannia posteriormente, tras convertirse la empresa química Ineos en el patrocinador principal. El patrocinio de Ineos terminó en 2025.

## Copa América
- En la Copa América de 2017 compitió con el barco “Rita”,[3] de la clase AC50, y su tripulación, de 6 personas, estuvo formada por Ben Ainslie (timonel), Giles Scott (táctico), y 4 tripulantes más que se turnaron en las regatas entre Paul Campbell-James, Bleddyn Mon, Jonathan Macbeth, Neil Hunter, Nick Hutton, David Carr y Ed Powys. Cayó derrotado en las semifinales de la Copa Louis Vuitton, al mejor de 9 regatas, por el barco neozelandés del Team New Zealand.

- El equipo que compitió en la Copa América de 2021 estuvo formado por:

| Puesto               | Nombre                                                             |
| -------------------- | ------------------------------------------------------------------ |
| Patrón               | Ben Ainslie                                                        |
| Táctico              | Giles Scott                                                        |
| Trimmer mayor        | Bleddyn Mon                                                        |
| Trimmer              | Joey Newton, Nick Hutton                                           |
| controlador de vuelo | Leigh McMillan, Luke Parkinson                                     |
| Grinder              | Chris Brittle, David Carr, Matt Gotrel, Neil Hunter, Graeme Spence |

Perdieron en la final de las Challenger Selection Series (Copa Prada) ante el Luna Rossa Prada Pirelli Team.
- En la Copa América de 2024 volvió a presentar un desafío, como Challenger of Record, al Real Escuadrón de Yates de Nueva Zelanda, con Ben Ainslie de patrón y timonel y Dylan Fletcher-Scott de co-timonel.